# Santa Helena de Minas
Santa Helena de Minas è un comune del Brasile nello Stato del Minas Gerais, parte della mesoregione della Vale do Mucuri e della microregione di Nanuque.